# Tōkō Shinoda
Tōkō Shinoda (篠田 桃紅?, Shinoda Tōkō; Dalian, 28 marzo 1913 – Tokyo, 1º marzo 2021) è stata un'artista giapponese.
Importante figura dell’arte giapponese del XX secolo, si distinse per i suoi sumi-e astratti. Il suo stile incorpora la calligrafia tradizionale con l'espressionismo astratto moderno. Le sue opere sono presenti nei maggiori musei e gallerie di tutto il mondo, quali l'Art Institute of Chicago ed il Cincinnati Art Museum.
Altresì importante è stata la passione per la poesia che l'ha accompagnata sin dalla sua infanzia.

## Biografia
Tōkō Shinoda nacque all'interno di una famiglia agiata nella città di Dalian, in Manciuria, dove il padre ai tempi gestiva una fabbrica di tabacco. Nel 1915 i Shinoda ritornarono in Giappone e si trasferirono a Tokyo. Influenzata dalla passione del padre per i sumi-e, la calligrafia e la poesia cinese, Tōkō si avvicinò al mondo dell'arte all'età di sei anni. Notevole fu anche l'influsso nei suoi confronti dell'estetica del drammaturgo e attore Zeami (1363-1443), le cui idee ebbero grande impatto sull'arte e sulla letteratura nipponica. I rigidi insegnamenti della calligrafia tradizionale portarono tuttavia l'impaziente Shinoda a perdere interesse e ad avvicinarsi maggiormente all'improvvisazione. Ciò nonostante, i suoi primi lavori rimasero primariamente devoti a tale disciplina. Nel 1940 tenne la sua prima esibizione alla Galleria di Kyukyodo, mentre a partire dal 1945 incominciò a dedicarsi ai sumi-e astratti.
Dopo aver presenziato una serie di mostre al Museum of Modern Art di New York nel 1953, fu attratta dai lavori degli artisti occidentali. Tali impressioni positive la portarono a mutare il proprio stile di pittura, che passò quindi da una calligrafia più tradizionale ad un approccio più astratto ed espressivo. Trasferitasi permanentemente nella città nel 1956, fu poi scoperta dalla commerciante d'arte Betty Parsons che la aiutò ad affermarsi all'interno della movimentata scena artistica newyorkese tra gli anni sessanta e settanta. In questi anni la Shinoda si avvicinò ulteriormente all'espressionismo astratto ed espose per importanti gallerie accanto ad autori come Mark Rothko e Jackson Pollock.
Successivamente fece il proprio ritorno in Giappone, dove proseguì la sua carriera.